# Khin Kyi
Maha Thiri Thudhamma Khin Kyi (en birman : ခင်ကြည်), née le 16 avril 1912, morte le 27 décembre 1988, est une femme politique et diplomate birmane. Elle est d'abord connue pour son mariage avec l'officier devenu le dirigeant du pays, le général Aung San, avec qui elle a quatre enfants, dont Aung San Suu Kyi, prix Nobel de la paix en 1991.
Après l'assassinat de son mari, elle devient députée, puis la première femme ministre birmane, et plus tard la première ambassadrice de Birmanie.

## Biographie
Khin Kyi a grandi à Myaungmya, une ville du delta de l'Irrawaddy. Elle est la huitième enfant d'une famille dix frères et sœurs.
Elle est la fille de Pho Hnyin et de Phwa Su,. Bien que la rumeur ait couru que Khin Kyi elle-même était une chrétienne de l'ethnie Karen, elle était en fait une bouddhiste d'ascendance Bamar. Alors que sa famille vivait dans le delta de l'Irrawaddy, fortement peuplé de personnes de l'ethnie Karen, son père Pho Hnyin s'est converti au christianisme (baptisé dans l'église baptiste) quand il était jeune homme, tandis que sa mère était une bouddhiste convaincue.
Khin Kyi a fréquenté l'école de filles de la mission baptiste américaine Kemmendine (maintenant le lycée d'éducation de base n° 1 Kyimyindaing) à Rangoon. Elle a poursuivi ses études supérieures au Teachers' Training College (TTC) à Moulmein.
Elle est ensuite devenue institutrice à l'École nationale de sa ville natale, avant de décider de l'abandonner pour prendre la profession d'infirmière contre la volonté de sa mère ; elle a suivi ainsi les traces de ses deux sœurs aînées, alors en formation pour devenir infirmières. Khin Kyi a déménagé à Rangoon et a rejoint le personnel de l'hôpital général de Rangoon en tant qu'infirmière stagiaire.

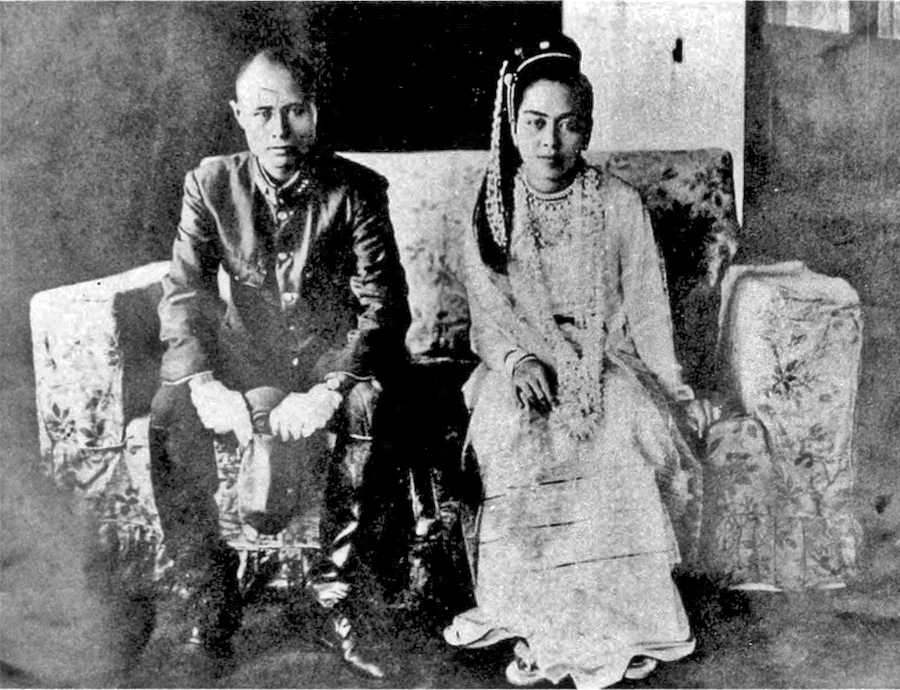
Aung San et Khin Kyi lors de leur mariage.

Khin Kyi a rencontré Aung San pour la première fois en 1942, alors qu'il se remettait de blessures subies pendant la campagne de Birmanie, à l'hôpital général de Rangoon, où elle était infirmière principale. Ils se sont mariés le 7 septembre suivant.
Après l'assassinat de son mari en 1947, elle devient membre du parlement dans le premier gouvernement d'après l'indépendance du pays, de 1947 à 1948, représentant le canton de Lanmadaw à Rangoon, la circonscription que son mari avait remportée,.
En 1953, elle a été la première femme birmane nommée ministre, comme ministre de la Protection sociale.
En 1953, après la mort de son deuxième fils aîné, Aung San Lin, la famille a déménagé en quittant leur maison sur Tower Lane (actuellement Bogyoke Museum Lane), près du lac Kandawgyi, pour aller dans une villa de l'époque coloniale sur les rives du lac Inya, sur le Chemin de l'avenue University. Leur ancienne maison a été transformée en musée Bogyoke Aung San en 1962.
En 1960, Khin Kyi a été nommée ambassadrice de Birmanie en Inde, et elle est ainsi devenue la première femme du pays à diriger une mission diplomatique. Pendant son ambassade à New Delhi, le Premier ministre indien Jawaharlal Nehru a spécialement fait en sorte que Khin Kyi et Suu Kyi vivent au 24 Akbar Road, dans un complexe de l'époque coloniale conçu par Edwin Lutyens. Cette demeure, alors appelée Burma House, est aujourd'hui le siège national du parti du Congrès national indien.
Khin Kyi est morte à Rangoun le 28 décembre 1988, à l'âge de 76 ans, des suites d'un grave accident vasculaire cérébral,. Ses obsèques, célébrées le 2 janvier 1989, ont réuni plus de 200 000 personnes, malgré la présence de camions militaires qui sont intervenus pour tenter d'empêcher ce rassemblement,. Elle est enterrée au Kandawmin Garden Mausolea de la Pagode Shwedagon Road à Yangon.

## Famille
Elle a épousé Aung San le 7 septembre 1942. Le couple a eu quatre enfants, deux fils, Aung San Oo et Aung San Lin (morte noyée à l'âge de 8 ans) et deux filles, Aung San Suu Kyi et Aung San Chit, morte peu après la naissance.